# Mistress Isabelle Brooks
Mistress Isabelle Brooks (primer nombre real Israel; nacido el 14 de julio de 1998) es una drag queen estadounidense que compitió en la decimoquinta temporada del programa de televisión RuPaul's Drag Race. Nacida y criada en Houston, Texas, comenzó a hacer drag cuando era adolescente y más tarde actuó en Hamburger Mary's, JR's Bar and Grill y South Beach antes de competir en Drag Race. En 2023, Mistress Isabelle Brooks pasó a formar parte del elenco del espectáculo drag itinerante Werq the World.

## Primeros años
Mistress Isabelle Brooks nació y creció en Houston, Texas. Descubrió el drag a los 14 años, cuando vio GIFs que hacían referencia a la cuarta temporada de RuPaul's Drag Race en la plataforma de redes sociales Tumblr y unos amigos le recomendaron el programa. Empezó a hacer drag a los 16 años, y al mismo tiempo asistió al instituto y a la escuela de cosmetología.

## Carrera
En el tiempo en que tenía 18 años, Mistress Isabelle Brooks actuaba como drag profesionalmente. En Houston, fue miembro original del elenco de la cadena de restaurantes de temática drag Hamburger Mary's, y ha actuado regularmente en JR's Bar and Grill, donde organizó fiestas semanales de visualización de Drag Race, y en el club nocturno South Beach.
En diciembre de 2019, Mistress Isabelle Brooks se rompió el tobillo y debido a la pandemia de COVID-19, se vio obligada a depender del peinado de pelucas para obtener ingresos. Ella ha dicho: "Empecé a buscarme la vida y a vender pelucas a reinas de todo el mundo. De la noche a la mañana, mi negocio se disparó y, por extraño que parezca, uno de los momentos más oscuros de mi vida me llevó exactamente a donde debía estar."

### RuPaul's Drag Race

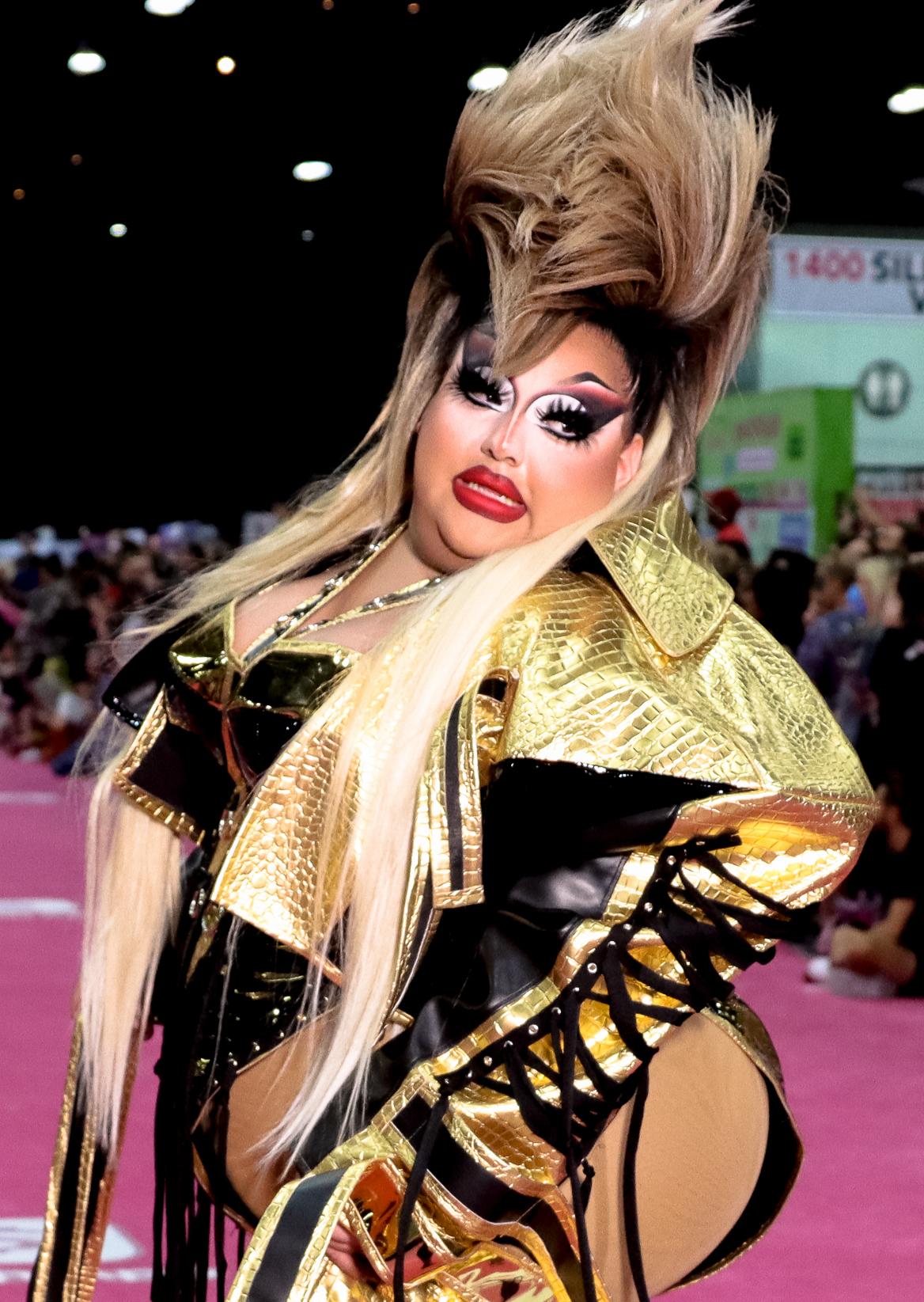
Mistress Isabelle Brooks en la RuPaul's DragCon LA en 2023

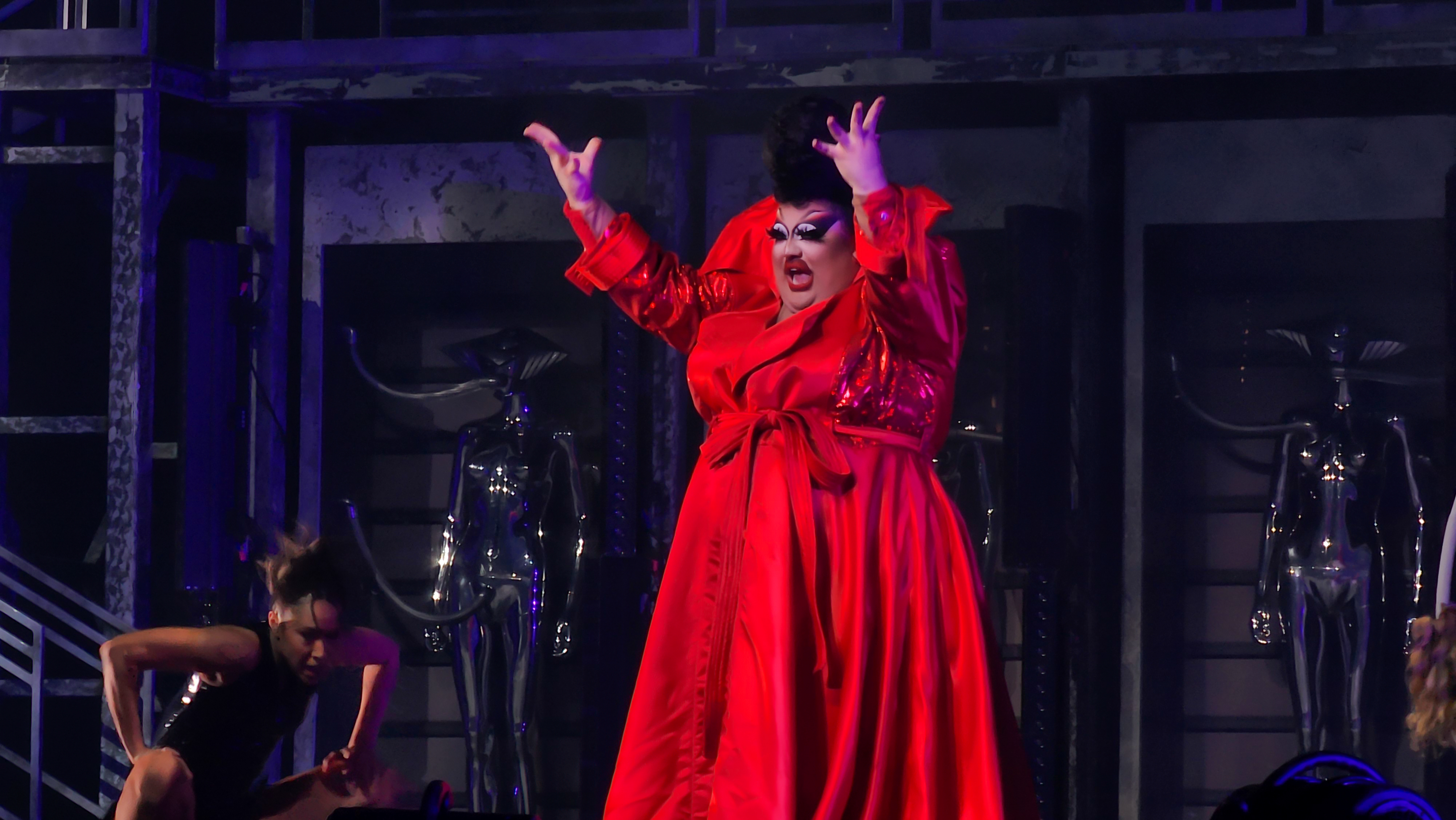
Mistress Isabelle Brooks actuando en el Caesars Windsor en 2023, como parte del tour de Werq the World

Mistress Isabelle Brooks compitió en la decimoquinta temporada de Drag Race., en la que ganó un desafío y quedó entre las cuatro mejores junto a Anetra, Luxx Noir London y Sasha Colby. Fue la primera concursante de la serie en representar a Houston. Según Mistress Isabelle Brooks, gastó aproximadamente 100.000 dólares en su vestuario para Drag Race, incluidos 40.000 dólares para el episodio final. Muchos de sus looks fueron creados por las diseñadoras de Houston Yahaira DeHill y Gin Martini.
Para el desafío Snatch Game, Mistress Isabelle Brooks interpretó a la comediante Rosie O'Donnell; Joey Nolfi de Entertainment Weekly dijo que su personaje "aparentemente sin querer" y "reconocidamente se convirtió en" Abby Lee Miller. Shafaq Patel, de Axios, elogió la actuación de Mistress Isabelle Brooks en "Big Girl!" y dijo que "servía con descaro sureño y su aspecto era impresionante". Sam Byrd, de OutSmart, la definió como una "diva de talla grande con una actitud de talla grande a juego" que "no tiene miedo de un poco de colorete y maquillaje para acompañar esa estatura de jefa".
Bernardo Sim, de Pride.com, calificó a Mistress Isabelle Brooks como "una de las concursantes más divertidas" de la temporada y dijo que "ha sido una de las más destacadas del elenco". y escribió: "Los fans viven por su actitud de la vieja escuela, sus impecables habilidades de maquillaje y vestuario, y su innegable poder de estrella." Según Jordan Robledo de Gay Times, Mistress Isabelle Brooks fue "inundada con mensajes de odio dirigidos a su apariencia e interacciones con sus compañeras concursantes" durante la emisión del programa. Su cuenta de Instagram fue suspendida varias veces. Charlie Duncan de PinkNews dijo que Mistress Isabelle Brooks "dio un golpe contundente a los trolls en línea que difunden el odio anti-drag". Marcus Wratten del sitio web la describió como la concursante "más oscura" de la temporada 15.
En 2023, Mistress Isabelle Brooks fue añadida a la alineación de los espectáculos de la gira drag Werq the World en América del Norte.

## Vida personal
Mistress Isabelle Brooks es mexicano estadounidense. Utiliza los pronombres "he/him/his" fuera del drag y "she/her/hers" en el drag. Mistress Isabelle Brooks ha descrito su drag como "grande, hermosa y glamurosa", y como "drag tradicional exagerada con un toque moderno". También se autodenominó "campeona de los pesos pesados" de la temporada 15. Mistress Isabelle Brooks "adoptó" a sus compañeras Sugar y Spice como sus "hijas drag".

## Discografía

### Como artista destacada
| Título                                                                                                | Año  | Álbum                        | Ref.   |
| --- | ---- | ---------------------------- | ------ |
| "One Night Only" (with the cast of RuPaul's Drag Race, temporada 15)                                  | 2023 |                              | [ 27 ] |
| "Golden Girlfriends (Banjo Bitches)" (con Marcia Marcia Marcia, Luxx Noir London, y Salina EsTitties) | 2023 | [ 28 ]                       |        |
| "Wigloose: The Rusical!" (con el reparto de RuPaul's Drag Race, temporada 15)                         | 2023 | Wigloose: The Rusical! Album | [ 29 ] |
| "Blame It on the Edit" (RuPaul ft. Anetra, Luxx Noir London, y Sasha Colby)                           | 2023 |                              | [ 30 ] |
| "Delusion"                                                                                            | 2023 |                              | [ 31 ] |

## Filmografía

### Televisión
| Año  | Título                            | Papel                  | Notas         | Ref.   |
| ---- | --------------------------------- | ---------------------- | ------------- | ------ |
| 2023 | RuPaul's Drag Race (temporada 15) | Ella misma/Concursante | 3.ª/4.ª lugar | [ 32 ] |
| 2023 | RuPaul's Drag Race: Untucked      | Ella misma/Concursante | 3.ª/4.ª lugar | [ 32 ] |

### Series web
| Año  | Título                    | Papel      | Notas                                               | Ref.          |
| ---- | ------------------------- | ---------- | --------------------------------------------------- | ------------- |
| 2023 | Meet the Queens           | Ella misma | Especial autónomo RuPaul's Drag Race (temporada 15) | [ 33 ]        |
| 2023 | EW News Flash             | Ella misma | Invitada                                            | [ 34 ] [ 35 ] |
| 2023 | BuzzFeed Celeb            | Ella misma | Invitada                                            | [ 36 ]        |
| 2023 | MTV News                  | Ella misma | Invitada                                            | [ 37 ]        |
| 2023 | Today with Hoda and Jenna | Ella misma | Invitada                                            | [ 38 ]        |
| 2023 | Drip or Drop              | Ella misma | Invitada                                            | [ 39 ]        |
| 2023 | Whatcha Packin'           | Ella misma | Invitada                                            | [ 40 ]        |
| 2023 | Give It to Me Straight    | Ella misma | Invitada                                            | [ 41 ]        |
| 2023 | The Pit Stop              | Ella misma | Invitada                                            | [ 42 ]        |

### Vídeos musicales
| Año  | Título                 | Artista                                           | Ref.   |
| ---- | ---------------------- | ------------------------------------------------- | ------ |
| 2023 | "Blame It on the Edit" | RuPaul ft. Luxx Noir London, Sasha Colby & Anetra | [ 43 ] |